# 法里亞爾
10°28′9″N 68°33′32″W / 10.46917°N 68.55889°W
法里亞爾（西班牙語：Farriar），是委內瑞拉的城鎮，位於該國西部亞拉奎州，是韋羅埃斯市的首府，面積1,059平方公里，海拔高度25米，2011年人口27,840，人口密度每平方公里26人。